# مدرسة عسكرية

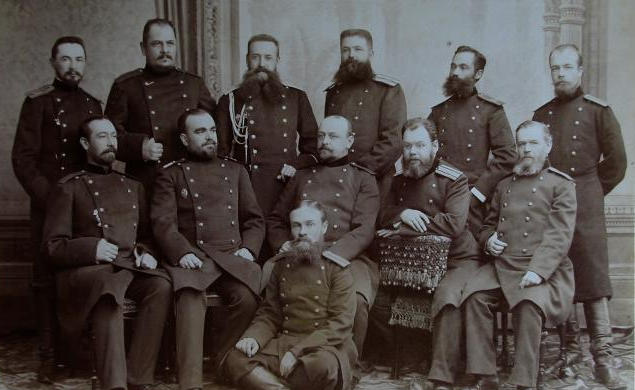
صورة من المدرسة العسكرية

المدرسة العسكرية لفظ يطلق علي المرفق التدريبي الذي يقوم بتدريب ضباط تخصص عسكري معين، وللإيضاح أكثر فإن كل مؤسسة عسكرية تحتوي علي عدد من مرافق التدريب تسمي (مدارس عسكرية) لكل مدرسة عسكرية تخصص تقوم بتدريبه فتجد مثلاً مدرسة المدفعية، مدرسة المشاة، مدرسة المدرعات، وهكذا.وتختص بتدريب الضباط عن طريق تقديم دورات تدريبية للضباط بعد تخرجهم من الكلية العسكرية وتترواح عادة مدة هذه الدورات من شهرين وحتي تسعة أشهر. في الماضي وفي بعض الجيوش حالياً ما زال المرفق التدريبي الذي يقوم بتخريج الضباط وتلقينهم العلوم العسكرية الأساسية ما يسمي بمدرسة الضباط العسكرية.